# Sky Regional Airlines
Sky Regional Airlines era una compagnia aerea regionale canadese, con sede a Toronto. I suoi hub principali erano l'Aeroporto Internazionale di Montréal-Pierre Elliott Trudeau e l'Aeroporto Internazionale di Toronto-Pearson.

## Storia
Fondata nel 2010, Sky Regional Airlines ha iniziato le operazioni di volo il 1° maggio 2011, dall'Aeroporto di Toronto-City Billy Bishop verso l'Aeroporto Internazionale di Montréal. Tutta l'attività veniva svolta nell'ambito del marchio commerciale "Air Canada Express". Fin dalle prime fasi dell'attività, la compagnia aerea ha introdotto alcune nuove tecnologie nella sua attività tra cui l'Electronic Flight Bag (EFB) che tramite l'utilizzo di Ipad, ha permesso agli equipaggi non solo di avere rapido accesso a piani di volo e manuali, ma di eliminare documenti cartacei e numerosi manuali di grandi dimensioni che in precedenza sarebbero stati presenti nella cabina di pilotaggio. Il vettore aereo ha introdotto una flotta di Embraer 175 nel marzo 2013 per servire destinazioni americane come New York, Newark, Boston, Filadelfia, Chicago e Dallas.
Tra ottobre e dicembre 2015, la flotta di 20 aeromobili è stata ampliata a 25 dopo aver ottenuto 5 ulteriori Embraer 175s precedentemente operati da Azul Brazilian Airlines. Questi aeromobili sono stati messi in servizio nel mese di aprile 2016, consentendo alla compagnia aerea di aggiungere rotte verso Denver e Atlanta.
Nel marzo 2021, Air Canada annunciava l'intenzione di trasferire tutte le proprie attività regionali a Jazz Air, che di conseguenza avrebbe incorporato la flotta e le rotte di Sky Regional. Per quest'ultima, i voli sono terminati il 30 marzo.

## Flotta

### Flotta alla chiusura

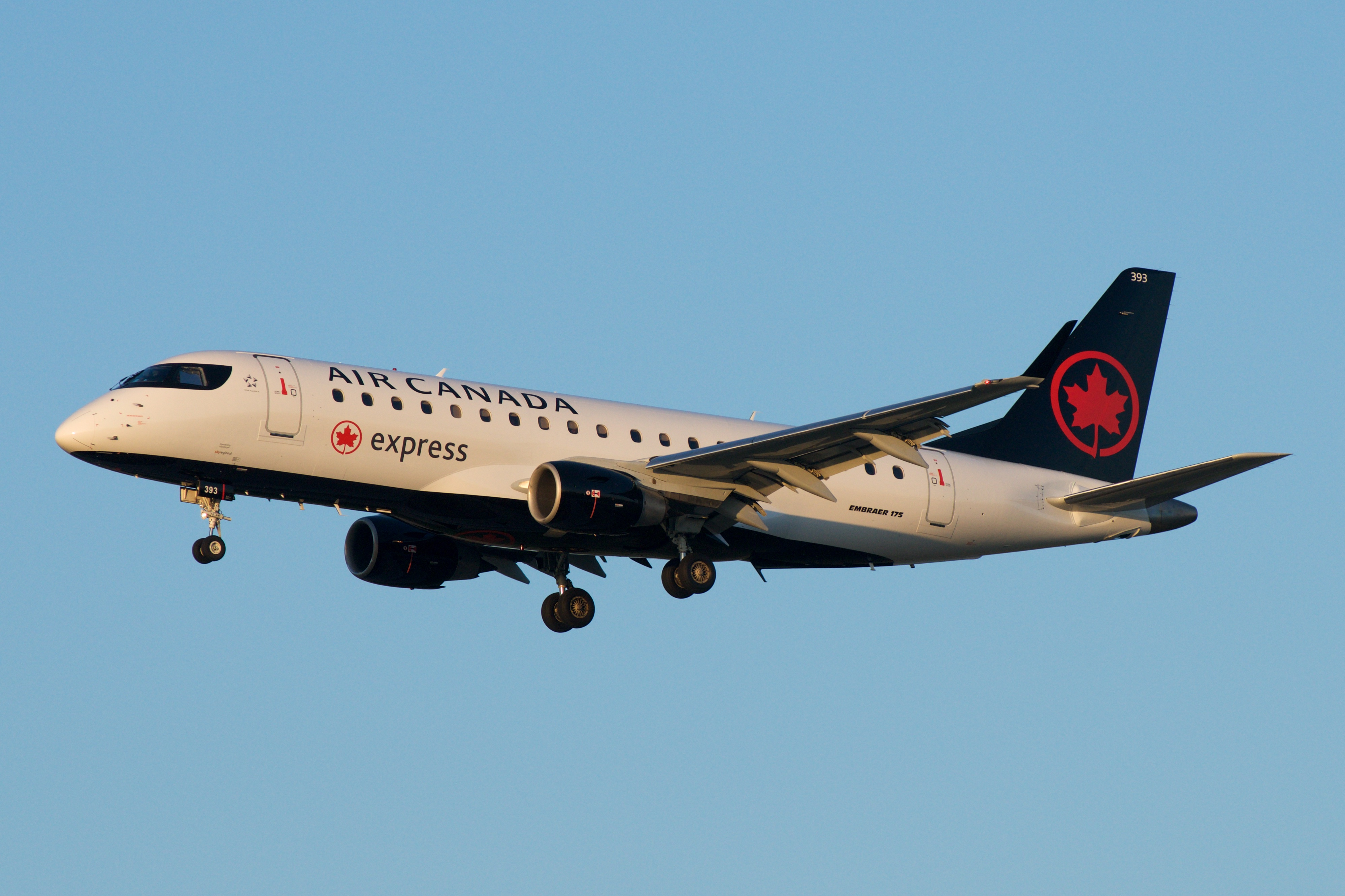
Un Embraer E-175 in livrea Air Canada Express.

Al momento della chiusura, a marzo 2021, la flotta di Sky Regional Airlines risultava composta dai seguenti aerei:

### Flotta precedente

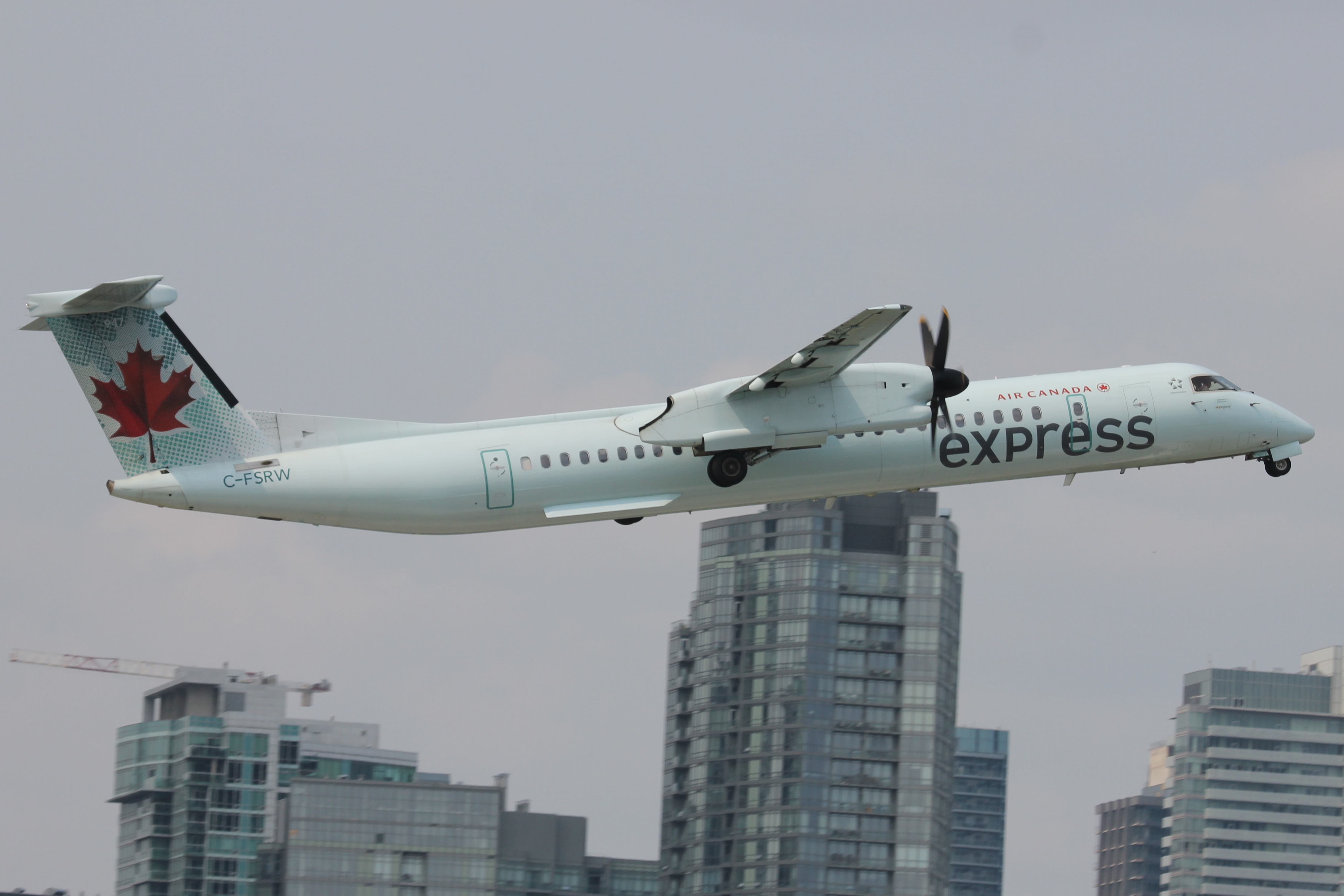
Un De Havilland Canada DHC-8.

Nel corso degli anni Sky Regional Airlines ha operato in totale con i seguenti modelli di aeromobili: